# هاروی (خواننده)
هاروی لیک کنت‌ول (زادهٔ ۲۸ ژانویهٔ ۱۹۹۹)، شناخته‌شده با نام هنری هاروی (انگلیسی: HRVY)؛ خواننده و مجری تلویزیون اهل بریتانیا است.